# Cerreto Sannita
Cerreto Sannita es una localidad y comune italiana de 4.254 habitantes, ubicada en la provincia de Benevento, provincia de la región de Campania.

## Demografía
| Gráfica de evolución demográfica de Cerreto Sannita entre 1861 y 2001 |
|                                                                       |
| Fuente ISTAT - elaboración gráfica de Wikipedia                       |